# 柳川重信
柳川 重信（やながわ しげのぶ、天明7年〈1787年〉 - 天保3年閏11月28日〈1833年1月18日〉）とは、江戸時代後期の浮世絵師。

## 来歴
葛飾北斎の門人。本姓は鈴木、名は重兵衛。雷斗、琴斎、鈴斎、雨蕉斎と号す。江戸の生まれで本所柳川町に住んでいたことから柳川を称した。北斎の門人となり師の画法を極め、北斎の長女お美与と結婚し養子となって一男をもうけるが、この息子が放蕩息子であったといわれており、後に離縁となる。このとき実家に帰ったとも伝わる。「雷斗」の号は北斎から譲られたものである。
作画期は文化から天保の頃にかけてで、作は錦絵と読本の挿絵が多いが肉筆美人画も残す。文政5年（1822年）から翌年(1823年)春ごろまで大坂に行き、「東都柳川重信」という署名で浪花名所の風景画を描いた。また役者絵も描き、上方絵の絵師らに影響を与え大坂の地で門弟を育てている。重信の美人画は葛飾派というより、同時期の歌川派や渓斎英泉の影響の強い独自の画風を持って知られたが、詰屈な点が多かった。享年46、墓所は台東区下谷坂本の宗慶寺。江戸の門人に二代目柳川重信、大坂での門人に柳川信貞（雪信）、柳川国直がいる。

## 作品

### 錦絵
- 『東海道(五十三次)』 小判揃物  ※藤枝、鞠子、鳴海など35枚が知られる、保永堂版、柳川画の落款
- 『大坂新町ねりもの』 大判揃物  ※文政5年

### 版本挿絵
- 『狂歌五手船』 狂歌絵本  ※芍薬亭ら編。文化2年
- 『南総里見八犬伝』　読本　※曲亭馬琴作。養子の重山（後の二代目重信）とともに挿絵を担当
- 『春色梅児誉美』　人情本　※為永春水作
- 『狂歌花街百首』 狂歌絵本  ※芍薬亭長根編。天保3年

### 肉筆画
| 作品名                     | 技法     | 形状・員数 | 寸法（縦x横cm） | 所有者                                 | 年代                                 | 落款           | 印章               | 備考 |
| -------------------------- | -------- | ---------- | --------------- | -------------------------------------- | ------------------------------------ | -------------- | ------------------ | ---- |
| 縁先美人図                 | 絹本着色 | 1幅        | 89.6x31.7       | 東京国立博物館                         |                                      | 「柳川」       | 「子羽氏」朱文方印 |      |
| 湯上がり美人図             | 絹本着色 | 1幅        | 111.7x33.7      | 東京国立博物館                         | 1818 - 32年（文政年間後期－天保3年） |                |                    |      |
| 美人立姿図（見返る芸妓図） | 絹本着色 |            |                 | 日本浮世絵博物館                       |                                      |                |                    |      |
| 絵を描く美人図             | 絹本着色 | 1幅        | 70.1x31.7       | 島根県立美術館（永田生慈コレクション） | 1818 - 30年（文政年間）頃            | 「琴齋重信筆」 | 「宗司」朱文方印   |      |
| 花魁図                     | 絹本着色 |            |                 | 個人                                   |                                      |                |                    |      |